# Episodi di Galactica (serie televisiva 1980)
In Italia è stata trasmessa in prima visione su Canale 5 dall'ottobre al dicembre del 1982.
| Ep. | Titolo originale                     | Titolo italiano                          | Prima TV USA     | Prima TV Italia |
| --- | ------------------------------------ | ---------------------------------------- | ---------------- | --------------- |
| 1   | Galactica Discovers Earth: Part I    | Inseguimento nella quarta dimensione (1) | 27 gennaio 1980  | 12 aprile 2008  |
| 2   | Galactica Discovers Earth: Part II   | Inseguimento nella quarta dimensione (2) | 3 febbraio 1980  | 12 aprile 2008  |
| 3   | Galactica Discovers Earth: Part III  | Inseguimento nella quarta dimensione (3) | 10 febbraio 1980 | 19 aprile 2008  |
| 4   | The Super Scouts: Part I             | I Super Scout (1)                        | 16 marzo 1980    | 19 aprile 2008  |
| 5   | The Super Scouts: Part II            | I Super Scout (2)                        | 23 marzo 1980    | 26 aprile 2008  |
| 6   | Spaceball                            | Baseball spaziale                        | 30 marzo 1980    | 26 aprile 2008  |
| 7   | The Night the Cylons Landed: Part I  | Cyloni a New York (1)                    | 13 aprile 1980   | 3 maggio 2008   |
| 8   | The Night the Cylons Landed: Part II | Cyloni a New York (2)                    | 20 aprile 1980   | 3 maggio 2008   |
| 9   | Space Croppers                       | Braccianti spaziali                      | 27 aprile 1980   | 10 maggio 2008  |
| 10  | The Return of Starbuck               | Bentornato Scorpion                      | 4 maggio 1980    | 10 maggio 2008  |

## Inseguimento nella quarta dimensione (1)
- Titolo originale: Galactica Discovers Earth: Part I
- Diretto da: Sidney Hayers
- Scritto da: Glen A. Larson

### Trama
Dopo anni di ricerca, il Galactica trova la Terra. Adamo vorrebbe far atterrare la nave, ma il Dottor Zee, un bambino prodigio, lo sconsiglia in quanto ritiene che se lo facessero i Cyloni attaccherebbero la Terra. Quindi decidono di far scendere sulla Terra alcuni uomini per mettersi in contatto con persone che non li considerino una minaccia e a cui chiedere aiuto per introdurre la tecnologia che porterebbe il pianeta a resistere ad un possibile attacco Cylone. Boxey, che ora è adulto ed è un guerriero coloniale di nome Troy, e Dillon, un altro guerriero, vengono scelti per essere inviati in Nord America ed entrare in contatto con uno scienziato che crede nella vita extraterrestre. Ma quando arrivano da questo scienziato vengono arrestati perché scambiati per persone malintenzionate. Dopo l'arresto dei due il dottore trova qualcosa che loro avevano perso e comprende chi essi siano. Troy e Dillon fanno sapere allo scienziato che li può contattare per tramite di Jamie Hamilton, una giornalista che hanno incontrato in precedenza.
- Altri interpreti: Robbie Rist (Dottor Zee), Robert Reed (Dottor Donald Mortinson), Pamela Susan Shoop (Dorothy Carlyle), Sharon Acker (Anne).

## Inseguimento nella quarta dimensione (2)
- Titolo originale: Galactica Discovers Earth: Part II
- Diretto da: Christian I. Nyby II
- Scritto da: Glen A. Larson e Donald P. Bellisario

- Altri interpreti: Robbie Rist (Dottor Zee), Robert Reed (Dottor Donald Mortinson), Christopher Stone (Maggiore Stockwell), Albert Paulsen (Generale Yodel), Ted Gehring (Sceriffo).

## Inseguimento nella quarta dimensione (3)
- Titolo originale: Galactica Discovers Earth: Part III
- Diretto da: Christian I. Nyby II
- Scritto da: Glen A. Larson e Donald P. Bellisario

### Trama
Troy, Dillon e Jamie saltano indietro nel tempo al 1944 per cercare di fermare il tentativo di Xavier di aiutare i nazisti nello sviluppo del razzo V-2 a Peenemunde. Tornando nel 1980, i loro Viper sono stati sequestrati, e dovranno provare a sottrarli all'ispezione da parte delle Forze Armate statunitensi.
- Altri interpreti: Robbie Rist (Dottor Zee), Robert Reed (Dottor Donald Mortinson), Christopher Stone (Maggiore Stockwell), Albert Paulsen (Generale Yodel), Ted Gehring (Sceriffo).

## I Super Scout (1)
- Titolo originale: The Super Scouts: Part I
- Diretto da: Vince Edwards
- Scritto da: Glen A. Larson e Rob Gilmer

### Trama
Troy e Dillon stanno insegnando ad alcuni dei bambini cresciuti sul Galactica cosa possono aspettarsi sulla Terra se e quando scenderanno su di essa. Quando la loro nave viene attaccata dai Cyloni, fuggono e non riuscendo a tornare a bordo del Galactica, decidono di atterrare sulla Terra. Troy e Dillon cercano un modo per far sembrare i bambini come dei normali bambini terrestri, li fanno vestire da scout e loro stessi si fingono capi scout. Ma il loro atterraggio non è passato inosservato, ma viene rilevato dall'Aeronautica Militare, un Colonnello viene inviato ad indagare.
- Altri interpreti: James Patrick Stuart (Dottor Zee), Allan Miller (Colonel Jack Sydell), George DelHoyo (Dottor Spencer), Mike Kellin (Stockton), Carlene Watkins (Infermiera Valerie).

## I Super Scout (2)
- Titolo originale: The Super Scouts: Part II
- Diretto da: Sigmund Neufeld Jr.
- Scritto da: Glen A. Larson

### Trama
Quando tre dei bambini del Galactica si ammalano, dopo aver bevuto dell'acqua di un lago, Troy e Dillon portarono dal medico che li prende cura. Il medico dice loro che l'acqua che i bambini hanno bevuto è stata inquinata da un rifiuto tossico scaricato nel lago da una società e che non c'è niente che possa fare per loro. Troy gli chiede di tenerli in vita. La sua intenzione è di chiamare il Galactica per chiedere aiuto. Il Dottor Zee viene informato di ciò che è accaduto e decide di andare lui stesso sulla Terra, decisione a cui Adamo si oppone, ma Zee insiste e va sulla terra comunque.
- Altri interpreti: James Patrick Stuart (Dottor Zee), Allan Miller (Colonel Jack Sydell), George DelHoyo (Dottor Spencer), John Quade (Sheriff Ellsworth)), Mike Kellin (John Stockton), Carlene Watkins (Infermiera Valerie)

## Baseball spaziale
- Titolo originale: Speceball
- Diretto da: Barry Crane
- Scritto da: Frank Lupo, Jeff Freilich, e Glen A. Larson

### Trama
Troy e Dillon vengono inviati in missione speciale dal tenente Nash, ma il tenente Nash altri che non è che il rinnegato Xavier sotto mentite spoglie tornato dal passato. Il piano di Xavier è quello di rapire i bambini, durante l'assenza di Troy e Dillon, ed usarli come moneta di scambio per ottenere che sia revocato la sua posizione di fuorilegge. Troy e Dillon si ritrovano a fluttuare nello spazio profondo sul Viper sabotato da Xavier, intanto Jamie fa del suo meglio per gestire i dodici bambini del Galactica che le sono stati affidati, cercando di evitare l'indagine del colonnello Sydell, sicuro che quei bambini siano extraterrestri. Jamie e i bambini si vanno a nascondere in un campo scuola dove Billy Eheres allena la squadra della Little League di cui i bambini entrano a far parte. Jamie si raccomanda con i bambini di non usare la loro super forza per non dare nell'occhio.
- Altri interpreti: James Patrick Stuart (Dottor Zee), Allan Miller (Colonnello Jack Sydell), Paul Koslo (Billy Eheres), Bert Rosario (Hal), Jeremy Brett (Comandante Xaviar/Tenente Nash).

## Cyloni a New York (1)
- Titolo originale: The Night the Cylons Landed: Part I
- Diretto da: Sigmund Neufeld Jr.
- Scritto da: Glen A. Larson

### Trama
Troy e Dillon si recano sulla costa orientale degli Stati Uniti in missione di soccorso di quello che sembra essere una navicella del Galactica precipitata. Arrivati sul posto si rendono conto che quella altro non è che un raider degli infidi Cyloni ed è il primo ad aver localizzato la perduta civiltà umana che questi vogliono distruggere.
- Altri interpreti: William Daniels (Norman Blore), Lara Parker (Shirley Blore), Christine Belford (Leda), Peter Mark Richman (Colonnello Briggs), Roger Davis (Andromus).

## Cyloni a New York (2)
- Titolo originale: The Night the Cylons Landed: Part II
- Diretto da: Barry Crane
- Scritto da: Glen A. Larson

### Trama
Il futuro della Terra è in pericolo, Troy e Dillon avvertono il Galactica che sono all'inseguimento di due Cyloni che hanno l'intenzione di comandare uno dei più potenti impianti di comunicazione di New York City per trasmettere la posizione della Terra alle loro forze nello spazio.
- Altri interpreti: William Daniels (Norman Blore), Lara Parker (Shirley Blore), Marj Dusay (Mildred), Peter Mark Richman (Colonnello Briggs), Roger Davis (Andromus), Val Bisoglio (Arnie).

## Braccianti spaziali
- Titolo originale: Space Croppers
- Diretto da: Daniel Haller
- Scritto da: Robert McCullough

### Trama
Le vite di tutti a bordo del Galactica sono nelle mani di Troy e Dillon dopo che una nave da guerra Cylone ha distrutto la nave agricola della flotta coloniale. I due dovranno trovare immediatamente le provviste di cibo per la flotta.
- Altri interpreti: Dana Elcar (John Steadman), Ana Alicia (Gloria Alonzo), Anna Navarro (Louise Alonzo), William Cort (Trent), Bill McKinney (Barrett), Ned Romero (Hector Alonzo).

## Bentornato Scorpion
- Titolo originale: The Return of Starbuck
- Diretto da: Ron Satlof
- Scritto da: Glen A. Larson

### Trama
Il giovane e serafico Dottor Zee incontra il Comandante Adamo per parlargli di ciò che accade nei suoi sogni. Adamo non si mostra particolarmente preoccupato, ma quando il Zee gli dice che nel suo sogno è coinvolto un misterioso guerriero coloniale di nome Scorpion, Adamo si rende conto che c'è qualcosa di molto reale nel sogno di Zee. Nel sogno, la flotta coloniale ha subito un violento attacco dei Raider Cyloni ed il Viper di Scorpion subisce gravi danni perdendo potenza e schiantandosi su un vicino pianeta. Boomer cerca di rimanere con Scorpion, ma la flotta è in grave pericolo e Scorpion dice al suo caro amico di non pensare a lui e di salvare se stesso e la flotta. Boomer lascia il pianeta e si dirige sul Galactica mentre piange per il caro amico che non vedrà più. Dopo essere atterrato sul Galactica ancora sotto attacco Boomer supplica il Comandante Adamo di provare ad inviare una missione di soccorso per salvare Scorpion. Quando l'attacco cessa i danni subiti dalla flotta sono tali che Adamo decide di andare avanti con le navi sopravvissute all'attacco, piangendo per Scorpion abbandonato su un pianeta sconosciuto. Intanto Scorpion esplorando il pianeta desertico su cui si è schiantato trova un Raider Cylone.
- Altri interpreti: Dirk Benedict (Tenente Scorpion), Judith Chapman (Angela), Rex Cutter (Cy), Gary Owens (Cy - voce).